# Viva Piñata: Party Animals
Viva Piñata: Party Animals es un videojuego desarrollado por Krome Studios para la consola Xbox 360 de Microsoft ambientado en el mundo de Viva Piñata. El juego fue anunciado por primera vez en la conferencia de prensal E3 de Microsoft 2007 el 11 de julio de 2007, y fue lanzado el 30 de octubre de 2007 en los EE. UU., y 16 de noviembre de 2007 en el Reino Unido. A diferencia del primer juego Viva Piñata Party Animals és una experiencia basada en minijuegos, similar a Mario Party. Hay más de 50 minijuegos.

## Forma de jugabilidad
En el menú, cuando escoges el torneo, te dicen de que tiempo quieres el torneo.
En este juego, cuando escoges un personaje, vas a correr en una carrera donde corren cuatro piñatas.
Acabada esta carrera harás una serie de minijuegos que te harán sumar puntos. Luego, volverás a hacer otra carrera (y así, succecivamente).

## Personajes a elegir
- Hudson Horstachio

- Hailey Horstachio

- Fregy Fudgehog

- Francine Fudgehog

- Paulie Pretzail

- Petunia Pretzail

- Franklin Fizzlybear

- Florence Fizzlybear

## Anfitriones
- Pecky Pudgeon

- Pierre Parrybo

## Tipos de circuitos
En Viva Piñata Party Animals hay cuatro tipos de circuitos(o etapas) principales: Varado, Civilizado, Helado, Fábrica.

## Tipos de juegos
- Moverse y Recoger: Corre lo más rápido que puedas y recoge todas las cosas que encuentres.

- Apuntar y disparar: Estos juegos requieren puntería y precisión, ya sea para disparar cañonatas, jugar a bolos o ponerle una cola a la zumbug.

- Aplastar: En estos juegos te desquitarás con unos barriles y con varias piñatas famosas.

- Aplastar y recoger: En estos juegos te hartaras de aplastar y recoger cosas ya sea unos bichos, unas calabazas, etc.

- Ritmo: En estos juegos tienes que ir tocando el botón adecuado a cada sonido.

- Reflejos: Estos juegos pondrán a prueba tus reflejos y te resultaran muy divertidos.

- Acción: Estos juegos te parecerán muy divertidos pruebalos.

- Datos: Q683398